# Dimitrios Papageridis
Dimitrios Papageridis (* 11. April 1986) ist ein ehemaliger griechischer Gewichtheber.
Er war 2005 Junioren-Europameister. Bei den Aktiven erreichte er im selben Jahr bei den Weltmeisterschaften den zehnten Platz im Superschwergewicht. 2006 wurde er Fünfter bei den Europameisterschaften und Sechster bei den Weltmeisterschaften. Bei den Europameisterschaften 2007 wurde er Fünfter im Zweikampf und gewann die Bronzemedaille im Reißen. Bei den Weltmeisterschaften im selben Jahr war er wieder Sechster. Bei einer Trainingskontrolle 2008 wurde Papageridis wie auch zehn weitere Mitglieder der griechischen Nationalmannschaft positiv getestet und anschließend für zwei Jahre gesperrt. Nach seiner Sperre war er Neunter bei den Weltmeisterschaften 2010.